# Viscount Fitzhardinge

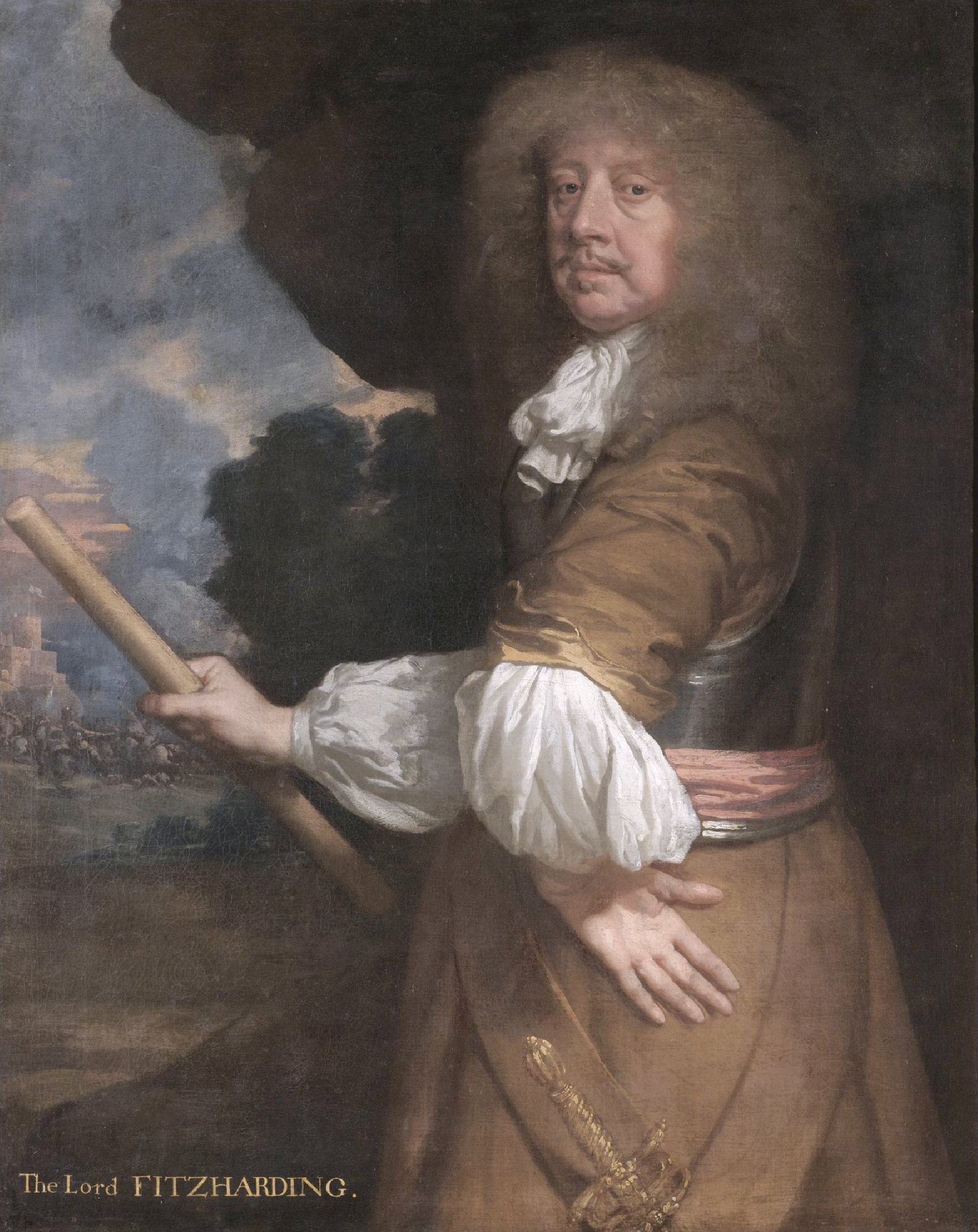
Charles Berkeley, 1. Viscount Fitzharding

Wappen der Viscounts Fitzhardinge

Viscount Fitzhardinge war ein erblicher britischer Adelstitel in der Peerage of Ireland.

## Verleihung und weitere Titel
Der Titel wurde am 14. Juli 1663 für Charles Berkeley geschaffen. Zusammen mit der Viscountcy wurde ihm der nachgeordnete Titel Baron Berkeley of Rathdowne verliehen. Beide Titel gehörten zur Peerage of Ireland und wurden mit dem besonderen Vermerk verliehen, dass sie in Ermangelung männlicher Nachkommen auch an dessen Vater und dessen männliche Nachkommen vererbbar sei. Am 17. März 1664 wurde er zudem in der Peerage of England zum Earl of Falmouth und Baron Botetourt of Langport in the County of Somerset erhoben. Bei seinem kinderlosen Tod am 3. Juni 1665 erloschen seine englischen Titel, die irischen Titel fielen entsprechend dem besonderen Vermerk an seinen Vater und nach ihm an seine Brüder. Der jüngste von ihnen, der 4. Viscount, starb am 19. Dezember 1712 ohne männliche Nachkommen, so dass auch die Titel Viscount Fitzhardinge und Baron Berkeley of Rathdowne erloschen.

## Liste der Viscounts Fitzhardinge (1663)
- Charles Berkeley, 1. Earl of Falmouth, 1. Viscount Fitzharding (vor 1636–1665)
- Charles Berkeley, 2. Viscount Fitzhardinge (1600–1668)
- Maurice Berkeley, 3. Viscount Fitzhardinge (1628–1690)
- John Berkeley, 4. Viscount Fitzhardinge (1650–1712)